# Animale (Scialpi)
Animale è il secondo album in studio del cantante Scialpi pubblicato nel 1984 dalla RCA.
Più precisamente si tratta di un Qdisc, ovvero un EP contenente 5 soli brani e avente una durata inferiore ai venti minuti.

## Tracce
Lato A
1. Numero 106 (F. Migliacci, A. Summa, G. Guarnieri)
2. Notturno (F. Migliacci, Scialpi, S. Vitale)

Lato B
1. Ti piacerà (F. Migliacci, Scialpi)
2. Horror Show (F. Migliacci, S. Vitale)
3. Iceberg (F. Migliacci, M. Goldsand)

## Formazione
- Scialpi – voce
- Roberto Costa – basso, cori
- Mauro Gherardi – batteria
- Paolo Gianolio – chitarra
- Celso Valli – pianoforte, tastiera
- Aldo Banfi – sintetizzatore, programmazione
- Piero Cairo – sintetizzatore, programmazione
- Serse May – programmazione
- Fawzia Selama, Salvatore Vitale – cori